# Ткачёв, Александр Николаевич (1965)
Александр Николаевич Ткачёв (род. 13 августа 1965) — российский политический деятель. Депутат Государственной Думы третьего созыва (1999—2003).

## Биография
Закончил Рижское высшее военно-политическое училище в 1986 году, а в 1999-м — заочно юридический факультет Курского филиала Орловской региональной академии государственной службы. Переехал в Курск в 1996 году. В марте 1999 года Ткачев был принят на работу в администрацию Курской области заместителем председателя комитета внешнеэкономической деятельности.

### Депутат госдумы
14 апреля 2003 года стал депутатом госдумы, получив мандат Эльвиры Ермаковой, перешедшей в ЦИК.